# Milena Miconi
Milena Miconi (sinh ngày 15 tháng 12 năm 1971) là một nhà hát, phim và nữ diễn viên truyền hình Ý.
Cô đã ủng hộ Parent Project.

## Phim tham gia

### Phim
- Finalmente soli, đạo diễn Umberto Marino (1997)
- Fuochi d'artificio, đạo diễn Leonardo Pieraccioni (1997)
- Il sottile fascino del peccato, đạo diễn Franco Salvia (2010)
- Divino, (Short) direction Giovanni Bufalini (2011)
- La strada di Paolo, đạo diễn Salvatore Nocita (2011)
- Miss Wolf and the Lamb, đạo diễn Roberto Leoni (2011)
- 100 metri dal paradiso, đạo diễn Raffaele Verzillo (2012)
- Il disordine del cuore, đạo diễn Edoardo Margheriti (2013)
- Babbo Natale non viene da Nord, đạo diễn Maurizio Casagrande (2015)

### Truyền hình
- 1997 – Un posto al sole;
- 1998 – S.P.Q.R., direction Claudio Risi;
- 1999 – Anni '50, đạo diễn Carlo Vanzina;
- 1999 – Don Matteo, đạo diễn Enrico Oldoini – episode Il fuoco della passione;
- 2000 – Tequila & Bonetti – tập Crimini d'estate;
- 2000 – La casa delle beffe, đạo diễn Pier Francesco Pingitore;
- 2003–2004 – Carabinieri 2-3, đạo diễn Raffaele Mertes;
- 2004 – Don Matteo 4, đạo diễn Giulio Base và Andrea Barzini;
- 2005 – Edda, direction Giorgio Capitani;
- 2005 – San Pietro, direction Giulio Base;
- 2005 – Una famiglia in giallo, đạo diễn Alberto Simone;
- 2005–2006 – Don Matteo 5, direction Giulio Base, Carmine Elia, Elisabetta Marchetti;
- 2007 – Gente di mare 2, đạo diễn Giorgio Serafini – episode Una vita da salvare;
- 2008 – Vita da paparazzo, đạo diễnn Pier Francesco Pingitore;
- 2008 – Terapia d'urgenza, đạo diễn Carmine Elia, Lucio Gaudino and Gianpaolo Tescari;
- 2009 – Il Commissario Manara, đạo diễn Luca Ribuoli, Guido Caprino and Roberta Giarrusso;
- 2011 – Il delitto di Via Poma, đạo diễn Roberto Faenza;
- 2011 – Sarò sempre tuo padre, đạo diễn Lodovico Gasparini;
- 2012 – La vita che corre, đạo diễn Fabrizio Costa;
- 2012 – Inspector Rex – tập Gioco sottobanco;
- 2013 – Un medico in famiglia 8 – Fiction TV.